# 植草峻
植草 峻（うえくさ しゅん　2000年4月28日 - ）は、RKB毎日放送のアナウンサー。兵庫県西宮市出身。

## 略歴
甲南大学在学中の2022年、就職活動中にキー局の面接になかなか受からないときに、北海道文化放送主催「uhbアナウンサースクール」に入学し、アナウンス技術を習得する。
2023年、RKB毎日放送に入社し、アナウンサーとして活動を開始した。（同期に橋本由紀）

## 人物
祖父・植草貞夫（朝日放送）、実父・植草結樹（長崎放送→テレビ大阪）、叔父（結樹の実弟）・植草朋樹（RKB→テレビ東京）、竣の実兄・植草凛（沖縄テレビ放送）と、アナウンサー家系に育った植草家においては、祖母（貞夫の妻）を含め6人目のアナウンサーデビューであり、貞夫の子孫はアナウンサーデビューがいずれも九州・沖縄地方の放送局からであるという共通点を持っている。

## 担当番組
- RKBエキサイトホークス（ラジオ：2023年5月よりベンチリポート、同年8月から実況を担当）
- カリメン（ラジオ：2023年11月より[2]）
- RKBヘッドライン（テレビ：スポットニュース）
- RKB50ニュース（ラジオ：不定期）
- 別府大分毎日マラソン（RKB毎日放送と大分放送の共同制作による全国ネット向けのテレビ中継：コース沿道からのリポートを2024年から担当）
- 在福民放＋NHKラジオ6局同時生放送「ライフ・サポーター あなたを守る防災ラジオ」（ラジオ：2024年3月9日[3]）
- ニンゲン観察バラエティ モニタリング（2025年4月10日、TBS）桃田賢斗の実況
- タダイマ!（テレビ:2025年4月より）
- 金曜ももピッ! - MC（高見心太朗と週替わり）